# Naissance en 1161
Naissance
- 1157
- 1158
- 1159
- 1160
- 1161
- 1162
- 1163
- 1164
- 1165

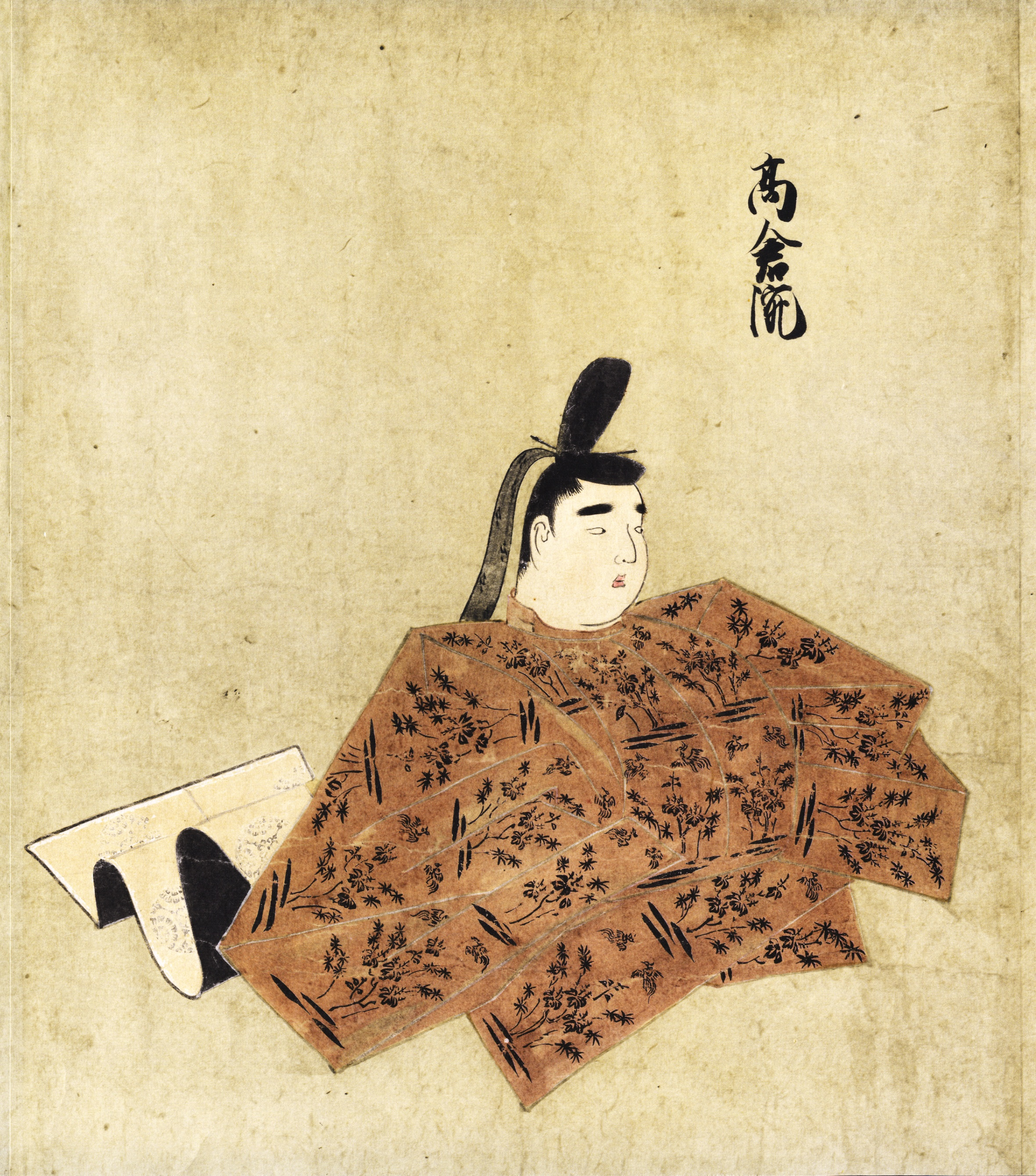
Empereur Takakura, né en 1161.

Cette page dresse une liste de personnalités nées au cours de l'année 1161 :
- 23 septembre : Takakura, 80e empereur du Japon.

- Baudouin IV de Jérusalem, roi de Jérusalem.
- Béatrice d'Albon, dauphine de Viennois, comtesse d'Albon, de Grenoble, d'Oisans et de Briançon.
- Sanche de Roussillon, comte de Cerdagne, comte de Provence et comte de Roussillon.
- Sasaki Yoshikiyo, samouraï membre du clan Minamoto et fondateur du clan Izumo-Genji (pt).
- Satō Tadanobu, samouraï de la fin de l'époque de Heian, vassal et compagnon d'armes de  Minamoto no Yoshitsune.
- Tsangpa Gyare, fondateur de l'école Drukpa Kagyu.

## Crédit d'auteurs
- Cet article est partiellement ou en totalité issu de l'article intitulé « 1161 » (voir la liste des auteurs).